# Campo gravitazionale terrestre

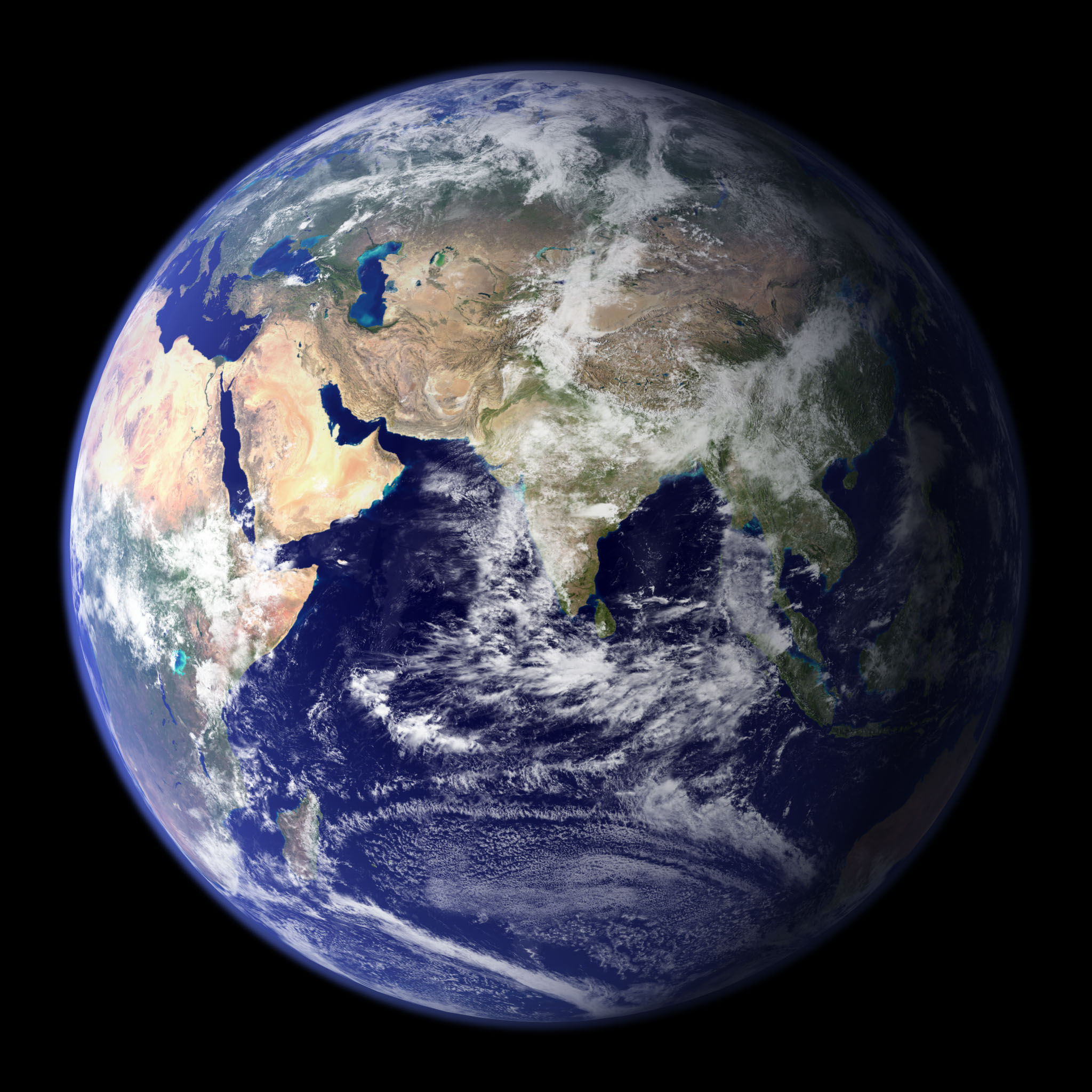
La Terra vista dallo spazio

Il campo gravitazionale terrestre è il campo gravitazionale generato dalla Terra, per il quale essa esercita un'attrazione sui corpi che si manifesta attraverso la forza peso. La forza attrattiva del nostro pianeta rispetto ad un altro corpo dipende dalla massa del corpo e dalla sua distanza, secondo la legge di gravitazione universale di Newton:
{\displaystyle F=G{\frac {mm}{d^{2}}}{\hat {r}}},
dove G è la costante gravitazionale, m ed m sono le due masse prese in considerazione, d è la loro distanza ed {\displaystyle {\hat {r}}} è il versore che indica la congiungente dei due corpi che punta da uno in direzione dell'altro, essendo la forza gravitazionale attrattiva.
Einstein, nella sua relatività generale, ha definito il campo gravitazionale secondo la seguente formulazione matematica: 
{\displaystyle R_{\mu \nu }-{1 \over 2}g_{\mu \nu }R+\Lambda g_{\mu \nu }={\frac {8\pi G}{c^{4}}}T_{\mu \nu }}
dove:{\displaystyle R_{\mu \nu }} è il tensore di Ricci e indica la curvatura del vettore nello spazio

{\displaystyle R} la curvatura scalare

{\displaystyle g_{\mu \nu }} è il tensore metrico

{\displaystyle T_{\mu \nu }} è il tensore energetico o tensore energia impulso

{\displaystyle \Lambda } è la costante cosmologica pensata per rendere statico l'universo

{\displaystyle c} la velocità della luce e G la costante gravitazionale.
Il vettore del campo, l'accelerazione di gravità, varia a seconda non solo della distanza dal centro della Terra (e quindi dall'altitudine), ma anche dalla latitudine, non essendo la terra perfettamente sferica. Questo determina disomogeneità del campo gravitazionale stesso, che risulta essere meno forte all'equatore e più forte ai poli.
Il 17 marzo 2009 è stato lanciato in orbita bassa (circa 250 km dalla superficie terrestre) il satellite GOCE, realizzato dall'ESA in collaborazione con un consorzio di 45 aziende europee, allo scopo di ottenere una mappatura precisa del campo gravitazionale terrestre.

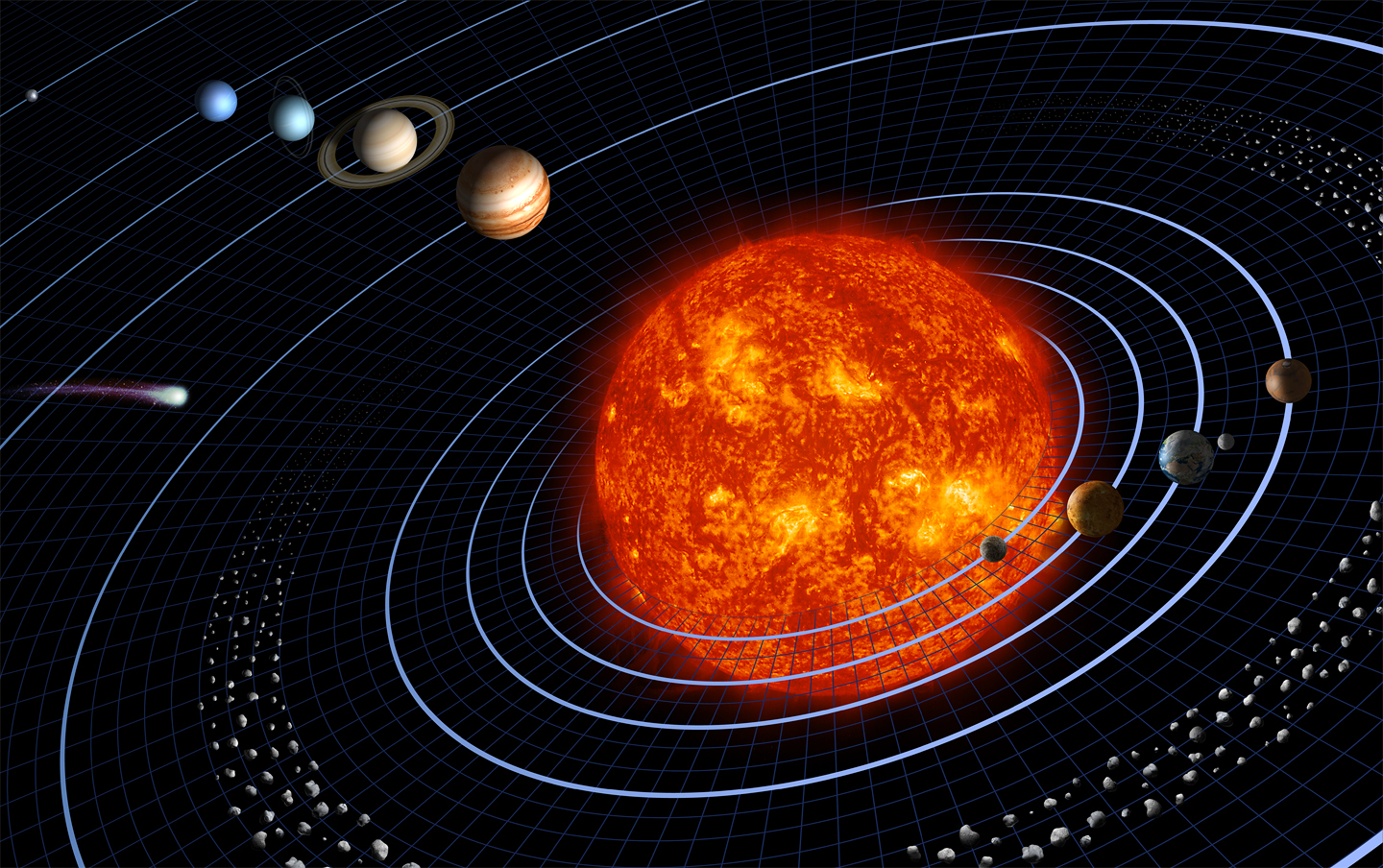
Il sistema solare con i pianeti attorno alla nostra stella. (I rapporti di massa e distanza non sono proporzionali)

## Accelerazione di gravità
Il peso di un corpo non è sempre costante sulla superficie della Terra ma cambia in base alla sua posizione, alla latitudine e all'altezza, oltre che al materiale sottostante. Si deve, inoltre, considerare l'influsso che dà al peso dei corpi la forza centrifuga generata dal nostro pianeta nel suo movimento. Il peso infatti è il risultato tra la forza di attrazione e la forza centrifuga che è massima all'equatore e diventa praticamente nulla ai poli; di conseguenza, il peso di un corpo all'equatore sarà minore del peso del medesimo corpo misurato ai poli. 
Il secondo fattore di cui tener conto è la forma distorta del geoide Terra, essendo la superficie terrestre, all'equatore, più distante dal centro del pianeta che ai poli. L'accelerazione di gravità varia da g = 9,7799 m/s² all'equatore a g = 9,83217 m/s² ai poli. Si è perciò assegnato all'accelerazione di gravità un valore medio convenzionale pari a g = 9,80665 m/s²

## Costante gravitazionale
G è la costante di gravitazione universale e fra i primi a darne una misura concreta fu Henry Cavendish nel 1798 che pose due masse in equilibrio sospese ad un filo in torsione e di fronte a queste altre due masse più grandi in modo da poter apprezzare la debole attrazione. In realtà fu John Michell che concepì prima del 1783 l'esperimento oggi noto come Esperimento Cavendish e fu questi il primo a misurare la forza di gravità fra due corpi in laboratorio formulando la prima valutazione accurata della massa della Terra e della costante g.I risultati ci dimostrano la debolezza della forza gravitazionale; il rapporto tra la forza gravitazionale e quella elettrica colombiana che si esercita tra un elettrone e un protone è pari a 10−40 e spiega così perché oggetti posti in prossimità e liberi di muoversi non si avvicinano di fatto come avviene per le cariche elettriche.

## Assenza di gravità

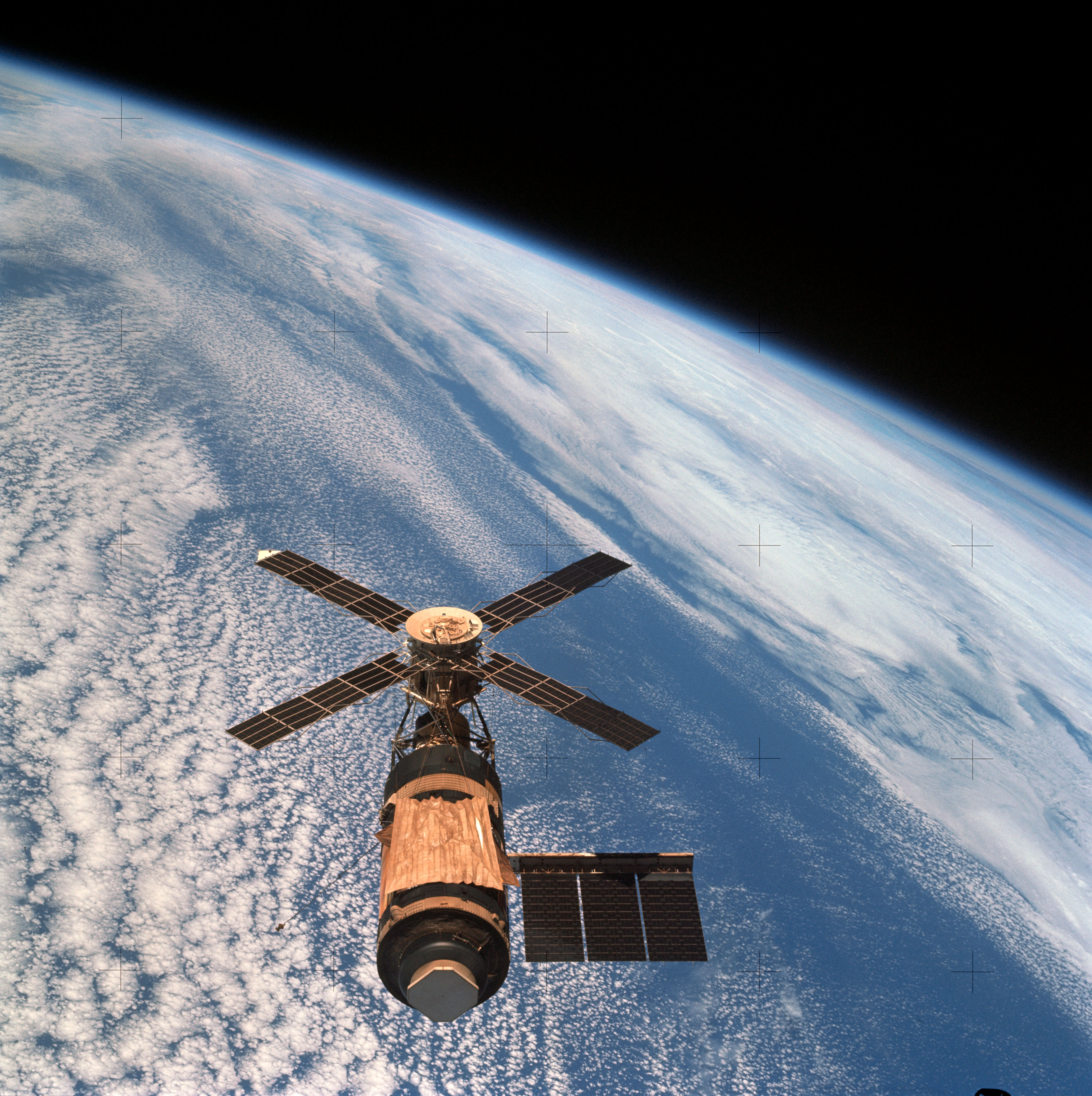
Il satellite artificiale Skylab

L'assenza di Gravità è un concetto improprio perché la forza di gravità è un tipo di fenomeno impossibile da schermare o neutralizzare; qualsiasi barriera interposta la potenzia e non esistono in termini dimostrabili forze antigravitazionali a meno di non considerare l'esistenza di oggetti con velocità superluminale. In ogni caso il concetto di forza necessita di un riferimento locale e per il campo gravitazionale terrestre la condizione apparente dell'assenza di gravità si realizza se il corpo è in caduta libera, cioè se cade con la stessa accelerazione di gravità. Un esempio teorico e poi uno pratico chiarirà il concetto. Poniamoci sopra un'alta montagna dell'Antartide e iniziamo a lanciare sassi sempre più distanti verso l'equatore; se gli fornissimo una velocità sufficiente a fargli superare la linea dell'equatore e se l'aria non facesse attrito, dopo alcune ore il sasso ci colpirebbe alle spalle, cioè dalla parte opposta dopo aver fatto il giro della terra. Abbiamo messo in orbita, a bassissima quota, un oggetto; meglio: il sasso è in caduta libera attorno al nostro pianeta. Per evitare l'attrito con l'aria un satellite artificiale viene posto in orbita geostazionaria a centinaia di km di altezza. E ora il secondo esempio facilmente realizzabile. Se ad un bicchiere di plastica pieno di acqua pratichiamo un forellino alla base vediamo subito uscire il liquido ma se lo stesso bicchiere nelle stesse condizioni viene fatto cadere, dal foro non fuoriesce nulla perché l'oggetto è in caduta libera verso il centro della Terra. Il liquido non esercita nessuna pressione sul forellino. In missilistica la condizione di assenza di gravità si simula o in grandi piscine sfruttando il principio di Archimede oppure per brevi tratti dentro aerei in caduta libera verso la terra. Gli oggetti in caduta libera circolare intorno al nostro pianeta, come i satelliti o la stazione spaziale ISS, sono sistemi non inerziali in quanto accelerati dalla forza di gravità che funge da forza centripeta. Se all'improvviso il campo gravitazionale sparisse, tali oggetti si allontanerebbero dalla Terra per inerzia lungo una linea tangente alla traiettoria circolare. I corpi e le persone al loro interno risultano in una condizione apparente di assenza di gravità; dal punto di vista del sistema di riferimento non inerziale, ad esempio l'ISS in orbita attorno alla Terra, ciò è dovuto all'equilibrio tra la forza di gravità del campo terrestre e la spinta della forza centrifuga verso l'esterno dell'orbita, una forza apparente che dipende dalla velocità angolare e dal raggio dell'orbita ed è uguale e opposta alla forza centripeta.
Dal punto di vista di un sistema inerziale, ad esempio le cosiddette stelle fisse, l'astronauta è in "caduta libera" assieme all'ISS, ovvero sono ambedue sottoposti alla stessa accelerazione gravitazionale, un'accelerazione centripeta che li vincola ad orbitare attorno alla Terra e non gli permette di allontanarsi per inerzia lungo una linea tangente all'orbita. La stessa apparente assenza di gravità si riscontrerebbe in un ascensore in caduta libera: i corpi nell'ascensore fluttuerebbero apparentemente privi di peso perché in caduta libera assieme all'ascensore.
I satelliti geostazionari ruotano insieme alla terra su un'orbita con periodo pari 
a T secondo la formula:
{\displaystyle T={\frac {2\pi {\sqrt {a^{3}}}}{\sqrt {GM}}}}
dove:
- a è il raggio dell'orbita
- G è la costante gravitazionale (= 6,67*10−11 m³ /kg*sec²)
- M è la massa della Terra.

Per cui essi appaiono fissi da un osservatore terrestre e diventano essenziali per le comunicazioni telefoniche e radiotelevisive.

## Le forze di marea

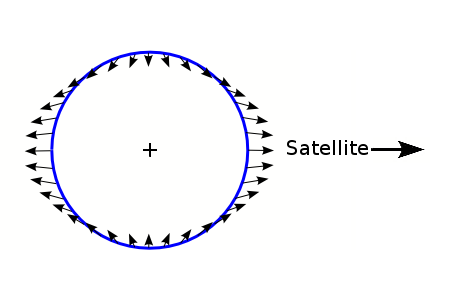
Le forze di marea sulla superficie terrestre.

Le maree sono movimenti periodici del mare e nascono dall'equilibrio dinamico tra la forza gravitazionale della Terra e quella dei corpi massivi più vicini come il Sole e la Luna. Caratteristica unica della forza di Gravità è quella di essere sempre attrattiva e di non conoscere ostacoli, anzi un ostacolo diventa un potenziamento e una sommatoria al vettore iniziale. Inoltre la forza di Gravità come il campo elettromagnetico agisce a distanza infinita per cui si tratta la Gravità come una forza elettromagnetica considerando la quasi totale analogia matematica. Le maree sono spostamenti di masse oceaniche che si verificano al passaggio, sul meridiano del luogo, del Sole o della Luna, tutte le altre componenti astrali di fatto non hanno nessuna influenza e questo perché, secondo la formula dettata da Newton, la distanza incide molto più della massa nel generare la forza di marea. Lo spostamento della massa liquida non avviene per diretto sollevamento, questo sarebbe molto esiguo, ma per scivolamento degli strati più superficiali dell'acqua, dalla regola del parallelogramma vettoriale, ed ecco perché in alcune zone favorevoli le maree raggiungono anche i 15 metri mentre nei mari chiusi, come il Mediterraneo, l'oscillazione non supera il mezzo metro. È come se la massa fluida cercasse di seguire lo spostamento apparente del Sole o della Luna.
I dislivelli di marea si possono considerare come un insieme di movimenti periodici che a volte si sommano e altre volte si compensano. Dal punto di vista matematico una marea è la sommatoria di tante onde che si rinforzano del tipo sinusoidale semplice e la formula di base risulta:
{\displaystyle h=a\cos(A\cdot t+\phi )}
dove:
- A rappresenta la pulsazione della marea nel tempo t
- h è l'altezza
- a è l'ampiezza
- φ è la fase.

Anche la rotazione della Terra ha quindi un'influenza sul fenomeno, infatti le maree sono doppie perché nel punto opposto in cui si forma la marea dovuta all'attrazione del Sole o della Luna, la forza centrifuga ha la predominanza poiché la distanza è maggiore e si forma anche lì una seconda marea. Anche la litosfera subisce l'attrazione del Sole e della Luna ma i movimenti si apprezzano in pochi millimetri di spostamento. Lo stesso vale per l'atmosfera dove a causa della fluidità si formano onde elastiche simili a quelle oceaniche.

Orbite di più pianeti.

## Gravità al centro della Terra

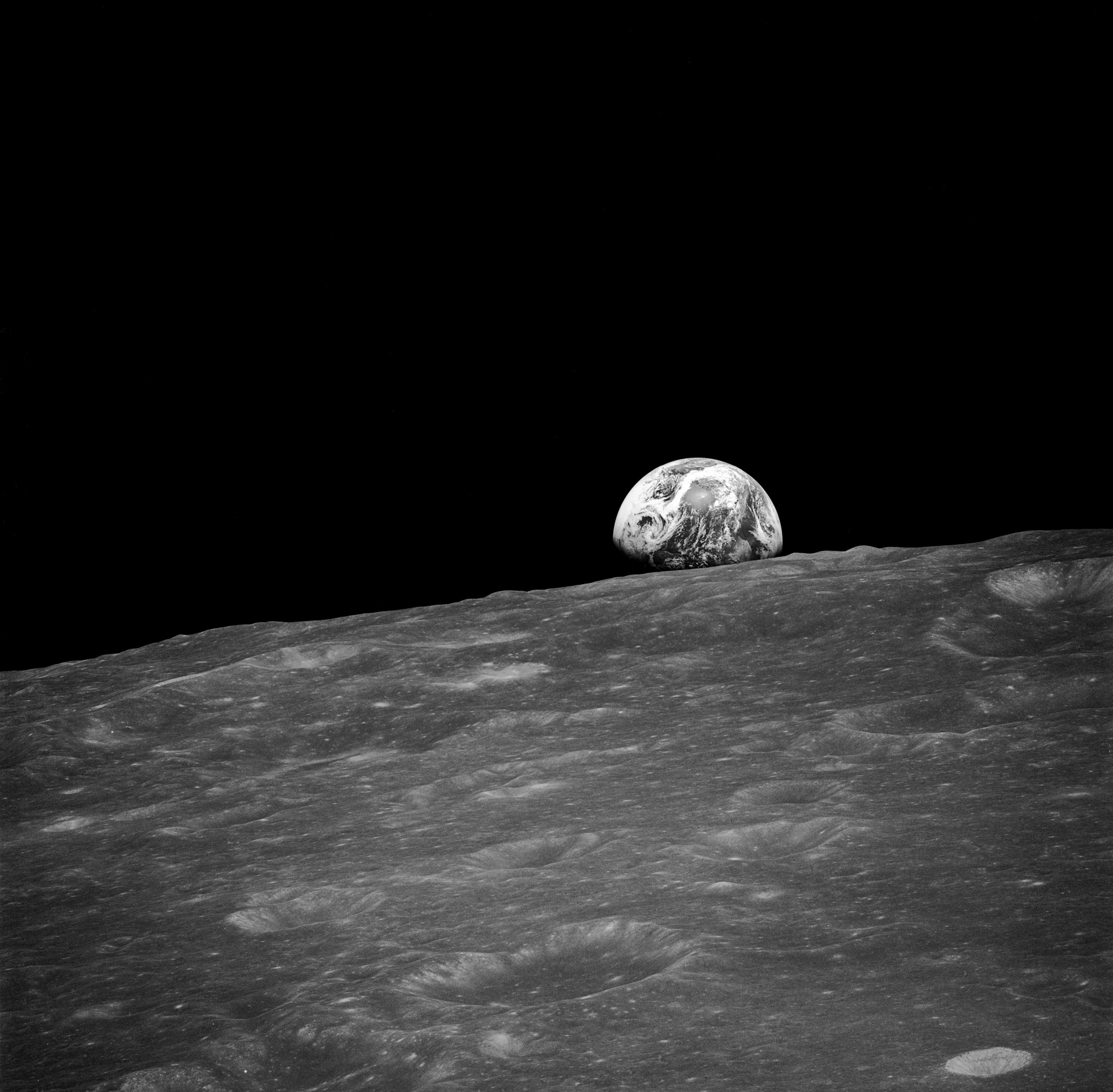
La Terra vista dalla Luna.

L'affermazione, ormai consolidata, che tutti i corpi attirano gli altri verso il loro centro di massa è in realtà inesatta, essi, infatti, interagiscono fra loro e diventano di fatto un'unica massa in equilibrio dinamico con il loro comune centro di massa, o baricentro, che è spesso difficile da dirimere anche matematicamente (problema dei tre corpi). Questa stessa affermazione avrebbe bisogno anche del calcolo dell'impulso di moto delle masse e del loro versore. Anche lo stesso Newton si pose il problema se al centro della Terra la gravità esistesse ancora e concluse che al centro questa forza si annullava perché da tutti i punti possibili veniva esercitata un'attrazione che veniva poi neutralizzata dalla parte opposta. Quindi, al centro della Terra, la forza di Gravità è zero. A rigor di logica, bisogna ricordare che sul centro della terra interagisce, anche se in modo praticamente ininfluente, tutta la gravità universale e, in particolare, quella della Luna e del Sole, che, per la loro vicinanza, sono capaci di spostare in modo tangibile il centro di massa del sistema Terra, per cui, le due cose, centro della Terra e centro del sistema Terra- Luna -Sole, non coincidono.
Immaginando un tunnel che attraversa il nostro pianeta da una parte all'altra e nel quale viene lasciato cadere un oggetto, questo comincia a precipitare verso il centro della Terra ma nello stesso tempo diminuisce la sua accelerazione fino a raggiungere il centro della Terra e attraversarlo (anche se la forza di gravità è nulla al centro della Terra, l'oggetto attraverserà il centro con una velocità non nulla!) cominciando a sentire una decelerazione che lo porterà all'altro capo della terra a velocità nulla (uguale a quando l'oggetto era stato lasciato cadere). L'oggetto, in assenza di attrito, per inerzia continuerà in un moto oscillatorio perpetuo.
Se si volesse tenere in considerazione la forza di attrito, l'oggetto avrà un moto oscillatorio smorzato.

## Massa inerziale e gravitazionale
La legge universale di Newton ci dice che le masse si attraggano fra di loro con una forza proporzionale alla loro grandezza e inversamente al quadrato della loro distanza, il tutto moltiplicato per una costante K che di fatto è un numero piccolissimo. Tale formulazione rimane valida se si considerano i corpi puntiformi e di forma sferica e in pratica incapaci di produrre fenomeni di tipo mareale. Nella realtà le cose non stanno proprio in questi termini perché spesso le masse non sono sferiche e le loro dimensioni sono enormi come le galassie.
Lo stesso Newton aveva anche stabilito, con il secondo principio della dinamica, che una forza dipende dalla massa e dalla accelerazione
{\displaystyle F=m\cdot a}
In questo caso la massa rappresenta l'inerzia all'accelerazione; ora il quesito è se questa massa inerziale la si può identificare con quella gravitazionale. Dall'esperienza di Henry Cavendish i valori delle masse delle sfere prese a campione per stabilire la forza gravitazionale e in particolare la costante g sono masse inerziali per cui le due cose si identificano. Ma anche se numericamente ciò non dà variazioni, è dal punto di vista fenomenologico che emerge un comportamento diverso. Due masse dello stesso peso, a forma discoide, ma con densità diversa avranno una forma spaziale diversa dove la meno densa occuperà più spazio. Ciò vuol dire che a parità di impulso e per il principio della conservazione del moto, una girerà più velocemente dell'altra.
Secondo il principio di equivalenza le due masse debbono coincidere assolutamente perché i corpi in caduta libera devono avere la medesima accelerazione a prescindere dalla loro forma e dalla loro peso. Il principio di equivalenza poi si scinde in forte e debole e le manifestazioni mareali degli oggetti mettono in discussione tale equivalenza.

## Natura della forza gravitazionale

Versione tridimensionale dello spaziotempo di Minkowski.

Secondo la fisica classica di Galilei e Newton il campo gravitazionale terrestre era un tipo di energia istantanea che non aveva bisogno di intermediari per agire da un corpo all'altro. Newton infatti nella sua formula non inserisce il tempo ma semplicemente le masse e la loro distanza. Secondo invece la Fisica relativistica einsteiniana ogni forza è generata da un campo e ogni campo energetico deve rispettare le equazioni di Lorentz e quindi non può esistere l'istantaneità ma una qualsiasi forma di energia per agire su un'altra particella ha bisogno di un tempo. Einstein applicando alla forza gravitazionale la trasformazioni del gruppo di Lorentz e il concetto di spaziotempo di Minkowski, lo studioso che per primo affermò che il tempo e lo spazio si potevano annullare singolarmente e perché il concetto potesse continuare a vivere occorreva unirle nella nuova definizione di spazio-tempo, considera il campo gravitazionale uno spazio simile a quello elettromagnetico e per conseguenza ha bisogno di una particella mediatrice – il gravitone o gravifotone – in grado muoversi alla velocità di 300.000 km/s.
Le trasformazioni di Lorentz assumono la forma:
{\displaystyle {\begin{cases}t'=\gamma \left(t-{\frac {v}{c^{2}}}x\right)\\x'=\gamma \left(x-vt\right)\\y'=y\\z'=z\end{cases}}}
dove
{\displaystyle \gamma ={\frac {1}{\sqrt {1-{\frac {v^{2}}{c^{2}}}}}}}
è chiamato fattore di Lorentz e {\displaystyle c} è la velocità della luce nel vuoto. Introducendo il quadrivettore:
{\displaystyle x^{\mu }={\begin{bmatrix}ct\\x\\y\\z\end{bmatrix}}}
le quattro equazioni riportate sopra possono essere espresse insieme sotto forma di matrice come:
{\displaystyle x'^{\lambda }=\Lambda ^{\lambda }{}_{\mu }x^{\mu }\quad {\mbox{ovvero}}\quad {\begin{bmatrix}ct'\\x'\\y'\\z'\end{bmatrix}}={\begin{bmatrix}\gamma &-{\frac {v}{c}}\gamma &0&0\\-{\frac {v}{c}}\gamma &\gamma &0&0\\0&0&1&0\\0&0&0&1\\\end{bmatrix}}{\begin{bmatrix}ct\\x\\y\\z\end{bmatrix}}.}
Da questa formulazione è possibile dimostrare che rimane invariato l'intervallo:
{\displaystyle ds^{2}=(cdt)^{2}-dx^{2}-dy^{2}-dz^{2}}
che è quindi un invariante di Lorentz.
Il conflitto relativistico nasce poi quando nella relatività generale si considera il campo gravitazionale non più un vero campo di forza ma un sistema, unico in tutta la storia della scienza, capace di modificare il tempo e lo spazio, secondo il modello matematico di Minkowski e quindi non necessita più di nessuna particella mediatrice.
È pur vero che in matematica si possono percorrere più strade per raggiungere il medesimo risultato ma è anche vero che le due interpretazioni negano o ammettono una particella energetica, in questo caso il gravitone. Secondo perciò la fisica classica se un corpo sparisse all'istante cesserebbe anche la forza di attrazione che questo genera; secondo invece la relatività generale, la forza continuerebbe ad agire fino all'esaurimento della sua corsa verso le altre masse. In pratica se sparisse il Sole, la Terra si accorgerebbe dell'assenza della forza gravitazionale della nostra stella dopo circa otto minuti e mezzo, il tempo cioè che le particelle della gravitazione dal Sole impiegano per raggiungere la Terra. Alla luce dei risultati di questi ultimi anni possiamo affermare che il gravitone esiste e che si tratta di un bosone a spin 2.

## Storia

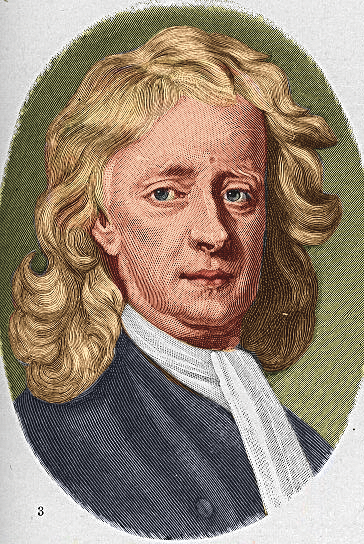
Isaac Newton.

Empedocle da Agrigento (490 a.C.) individuava nei quattro elementi fondamentali - acqua, aria, terra e fuoco – tutta la realtà che circondava l'uomo. Tali principi venivano da lui denominati infatti "radici". Secondo Talete invece tutto traeva origine dall'acqua ma Aristotele accettò l'impostazione di Empedocle e la convinzione che i quattro elementi costituivano tutta la realtà che circondava l'uomo, resistette quasi fino ai tempi moderni. Gli antichi si erano posti il problema della caduta dei corpi concludendo in modo empirico che gli oggetti più pesanti "cadono" e quelli più leggeri "salgono".
Per spiegare poi come mai dal cielo piovesse l'acqua, che era più pesante dell'aria, si era immaginato un mare sopra le nuvole che ogni tanto si apriva per lasciare cadere la pioggia. Aristotele era dell'idea che oggetti di peso diverso cadevano in modo diverso ma tale convinzione fu contraddetta da Giovanni Filopono nel VI secolo d.C., questi aveva realizzato una serie di esperimenti a proposito dimostrando che oggetti di peso diverso cadono alla medesima velocità introducendo così la costante dell'accelerazione di gravità. Galileo Galilei riprese tali studi e li confermò con una serie di medesimi esperimenti. Newton, costruendo un tubo di vetro dal quale estraeva l'aria, dimostrò che oggetti leggeri come una piuma, non trovando resistenza del mezzo, cadono con la stessa accelerazione di altri corpi più pesanti. Tutti questi esperimenti prendono in considerazione oggetti relativamente piccoli e in assenza di impulso, cioè in quiete. Applicando la legge universale di Newton sulla forza di gravità si dimostra che tutti i corpi si attirano l'un l'altro verso il loro comune centro di massa e per conseguenza salta il concetto che la terra possa attirare tutti i corpi con la medesima accelerazione o velocità. Occorre specificare la grandezza della massa e la presenza dell'impulso e la caduta della cometa Shoemaker-Levy 9 (video) sul pianeta Giove e ripresa dalla sonda Galileo nel 1993 lo dimostra.